# Milica Majstorović
Milica Majstorović (Kragujevac, 9. oktobar 1989) je pevačica iz Srbije, koja je široj javnosti postala poznata po učešću u rijaliti-šou Operacija Trijumf. Jedan je od učesnika Beovizije 2009., gde je sa Danijelom Pavlovićem osvojila osmo mesto sa pesmom H8ER.

## Biografija
Milica Majstorović je rođena 9. oktobra 1989. godine u Kragujevcu u Srbiji, gde je završila srednju muzičku školu, odsek flauta. Od sedme godine se bavila modernim šoudens i diskodens plesovima. Trenirala je plivanje, gde je imala zapažene rezultate i osvojila zlatnu medalju. Bila je u prvoj postavi čirlidersica koje su igrale za Klub Američkog fudbala Divlji Veprovi.
U junu 2008. godine je sa rep grupom Legionari snimila pesmu Kada plaču zidovi.

## Operacija Trijumf
Majstorovićeva se probila u regionalnom rialiti šou Operacija Trijumf 2008. godine. Prepoznata je kao seks simbol, a ona je izjavila da to nije njen stil. Povezivana je da je u emotivnoj vezi sa Skaj Viklerom, ko je bio jedan od „profesora“ u Operaciji Trijumf, ali je ona to demantovala.
Izbačena je 17. novembra, a nominovao ju je Adnan Babajić, kasniji pobednik.
| Gala veče   | Izvođač                           | Pesma       | Datum      | Izvorni izvođač                    |
| ----------- | --------------------------------- | ----------- | ---------- | ---------------------------------- |
| Gala veče 1 | Milica, Nina Petković i Ana Bebić |             | 29.9.2008  | Anastacia                          |
| Gala veče 2 | Milica i Aleksandar Belov         | Čija si     | 6.10.2008  | Toše Proeski                       |
| Gala veče 3 | Milica                            |             | 13.10.2008 | Madona                             |
| Gala veče 4 | Milica i Nina Petković            |             | 20.10.2008 | ABBA                               |
| Gala veče 5 | Milica i Ivana Nikodijević        | Tko je kriv | 27.10.2008 | Boris Novković i Severina Vučković |
| Gala veče 6 | Milica i Marina Perazić           | Soba 23     | 3.11.2008  | Denis&Denis                        |
| Gala veče 7 | Milica                            | Kad voliš   | 10.11.2008 | Karolina Gočeva                    |
| Gala veče 8 | Milica                            |             | 17.11.2008 | Ana Oksa                           |

## Posle Operacije Trijumf
Njen prvi singl, Savršen par, prvi put je izvela je 6. januara 2009, na finalnoj večeri Operacije Trijumf. U februaru 2009. prekinula je kratku vezu sa plivačem Ivanom Lenđerom.
U međuvremenu je usledio nastup na Beoviziji 2009. sa Danijelom Pavlovićem i numerom H8ER. Tekst za ovu pesmu je uradila Marina Tucaković, a muziku i aranžman Aleksandar Kobac i Marko Kon. U polufinalnoj večeri osvojili su 23 poena od žirija-10 bodova i 1215 bodova od gledalaca prilikom SMS glasanja, odnosno 6 bodova. Sa 16 bodova osvojili su treće mesto u polufinalu. U finalnoj večeri osvojili su 4 poena od žirija-1 bod i 2630 bodova od gledalaca prilikom SMS glasanja, odnosno 6 bodova. Sa 7 bodova zauzeli su osmo mesto u generalnom plasmanu.
Na festivalu Sunčane skale zajedno sa Danijelom Pavlovićem i Anom Bebić izvodi numeru Rođeni sa greškom. Muziku i tekst za ovu pesmu je radila Emina Jahović, a aranžman Bojan Dugić. Oni su nastupili na trećoj takmičarskoj večeri - Pjesma ljeta gde su osvojili 39 bodova i 9. mesto.
Uzela je učešće na koncertu Operacije Trijumf u Sava centru 19. i 20. aprila 2009, kao i na Oproštajnom koncertu Operacije Trijumf 15. decembra 2009 u Sava centru. Zajedno sa Anom Bebić pojavljuje se u seriji Žene sa Dedinja, u produkciji Emoušona.
Dana 20. februara 2010, pokušala je samoubistvo uzimajući pilule za spavanje. usled profesionalnih razočaranja. Posle toga objavila je da počinje rad na studijskom albumu nezavisno od Emoušon produkcije. Dana 5. aprila 2010. u štampi se pojavila vest da je kolabirala od prevelike doze antidepresiva.

## Pesme
- Savršen par
- Savršen par-engleska verzija
- Svaka tvoja laž
- H8ER
- Rođeni sa greškom
- Kada plaču zidovi

## Spoljašnje veze
- Intervju za Večernje Novosti-07.03.2009 Архивирано на веб-сајту  (7. јануар 2010)
- Milica Majstorović biografija